# Ракетный двигатель 10
Ракетный двигатель 10 (также жидкостный ракетный двигатель 10) — разработанный в ГИРД (1933) ракетный двигатель.
Разрабатывался с января 1933 г. Изначально (в августе 1933) использовалась для проверки работы пары бензин-жидкий кислород, из-за прогаров камеры бензин заменили на спирт (октябрь 1933). Охлажение камеры осуществлялось испаряющимся окислителем.
25 ноября 1933 года с двигателем 10 осуществлен пуск первой советской жидкостной ракеты ГИРД-Х, созданной МосГИРД под руководством С. П. Королёва.